# El Royo
El Royo è un comune spagnolo di 265 abitanti situato nella comunità autonoma di Castiglia e León.

## Località
Il comune comprende le seguenti località:
- Derroñadas
- El Royo (capoluogo)
- Hinojosa de la Sierra
- Langosto
- Vilviestre de los Nabos